# Abdoelgafoer
Abdoelgafoer is een familienaam die wordt gebruikt in Nederland en Suriname. De naam komt ook voor in de vorm Abdoel-Gafoer. Een Engelse versie van de naam is Abdulgafur. De oorsprong van de naam ligt in het Arabische Abd al-Ghafoer (عبد الغفور) dat vrij vertaald kan worden als Gods dienaar.

## Betekenis
Het Arabische woord abd betekent dienaar of slaaf. Het prefix al- (na klankverschuiving oel-) komt overeen met een lidwoord van bepaaldheid. Ghafoer betekent vergevingsgezinde. Het woord is afgeleid van de stam GH-F-R dat toedekken of vergeven betekent. Al-Ghafoer (dus zònder Abd) is binnen de Islam een van de 99 Schone Namen van God.

## Oorsprong en geschiedenis
De naam vindt zijn oorsprong in het Arabisch. Met de verbreiding van de islam werd het gebruik van het Arabisch als taal voor religie en naamgeving tot ver buiten het Arabisch Schiereiland verspreid. Vervolgens gingen enkele Indiase moslims de naam gebruiken. De naam kwam daarna met Indiase contractarbeiders, in het begin van de twintigste eeuw, naar Brits Guyana (gespeld Abdulgafur) en Suriname (gespeld Abdoelgafoer). Engelse en Nederlandse ambtenaren legden de naam vast in hun administratie en werden daardoor verantwoordelijk voor de transcriptie.
In Suriname bleef de naam in gebruik binnen de zogenaamde Hindoestaanse bevolkingsgroep (die deels hindoe, deels moslim was). In de jaren zeventig en tachtig van de twintigste eeuw vertrokken veel Hindoestanen naar Nederland, en toen dook de naam ook in Nederland op. Inmiddels heeft een deel van de dragers van de naam geen band meer met de islam.

## Voorkomen
In Nederland komt de naam het meest voor binnen de Randstad, vooral in en rondom Rotterdam.
Een bekend Surinamer met deze achternaam, is Faizal Abdoelgafoer, de voormalige minister van Sport- en Jeugdzaken (2015-2017).
In België vindt men de naam recentelijk ook meer en meer binnen Pakistaanse en Afghaanse vluchtelingengemeenschap. Soms ook gespeld als Abdoelgafoor.